# كانديس هايلبراند
كانديس هايلبراند (بالإنجليزية: Candice Hillebrand)‏ هي ممثلة ومغنية وكاتبة أغاني ومذيعة وعارضة أزياء جنوب أفريقية ولدت في يوم 19 يناير 1977 في مدينة جوهانسبرغ في جنوب أفريقيا، أشهر الأفلام التي مثلت فيها هو فيلم تيكن في سنة 2009 وألذي مثلت فيه دور نينا ويليامز.

## روابط خارجية
- كانديس هايلبراند على موقع IMDb (الإنجليزية)
- كانديس هايلبراند على موقع ألو سيني (الفرنسية)
- كانديس هايلبراند على موقع ميوزك برينز (الإنجليزية)
- كانديس هايلبراند على موقع أول موفي (الإنجليزية)
- كانديس هايلبراند على موقع قاعدة بيانات الأفلام السويدية (السويدية)
- كانديس هايلبراند على موقع قاعدة بيانات الفيلم (الإنجليزية)
- كانديس هايلبراند على موقع كينوبويسك (الروسية)